# Kunst im öffentlichen Raum in Hamburg-Alsterdorf
Diese Liste von Kunst im öffentlichen Raum in Hamburg-Alsterdorf enthält dauerhaft aufgestellte Kunstwerke auf dem Gebiet des Stadtteils Alsterdorf der Freien und Hansestadt Hamburg, die sich im öffentlichen Raum befinden und von anerkannten Künstlern und Künstlerinnen geschaffen wurden. Viele dieser Kunstwerke sind durch das Programm Kunst am Bau (und dessen Folgeprogramme) gefördert oder mit öffentlichen Geldern angekauft worden, dies ist aber keine Voraussetzung für die Aufnahme. Ebenso mögen einige dieser Kunstwerke als Kulturdenkmal geschützt sein, aber auch das ist keine Voraussetzung für die Aufnahme in diese Liste.
Bauschmuck ist im Normalfall im Artikel über das Bauwerk darzustellen, und gehört nicht in diese Liste. Streetart kann Aufnahme in die Liste finden, wenn es zu dem konkreten Kunstwerk eine ausführliche Rezeption in der Kunstwissenschaft gibt und ein enzyklopädischer Artikel über die Streetart-Künstler oder -Künstlerin existiert oder vorstellbar wäre. Denkmäler, die an eine Person oder ein Ereignis erinnern, können in die Liste aufgenommen werden, wenn sie ob ihrer zumeist plastischen Gestaltung als Kunstwerk gelten können. Bei reinen Gedenktafeln ist das normalerweise nicht der Fall.
Basis der Zusammenstellung sind Datensätze der Hamburger Kulturbehörde von 2012 und 2018, eine Veröffentlichung der SAGA GWG von 2008, und verschiedene Veröffentlichungen von Kunsthistorikern zum Thema. Eine abschließende Liste von Literatur kann es nicht geben, jedoch ist für jeden Eintrag in die Liste ein konkreter Verweis auf eine amtliche Liste oder anerkannte Sekundärliteratur erforderlich.
Gestohlene oder zerstörte Kunstwerke, die ehemals in Hamburg-Alsterdorf aufgestellt waren, sind in einer separaten Liste aufgeführt.

## Legende
- Lage: Nennt die nächstgelegene Straße und, wenn vorhanden und sinnvoll, das nächstgelegene Bauwerk (mit Hausnummer) oder das umgebende Gebiet (z. B. einen Park) und gibt nötigenfalls Hinweise zur genauen Lage. Darunter werden - wenn vorhanden - auch die Geo-Koordinaten und das Wikidata-Logo als Verweis auf das Wikidata-Objekt angegeben. Die Spalte ist nach der Adresse sortierbar.
- Künstler/in: Name des Künstlers oder der Künstlerin, die das Kunstwerk geschaffen haben, verlinkt mit dem Wikipedia-Artikel zur Person. Die Spalte ist nach dem Nachnamen sortierbar.
- Beschreibung: Kurzbeschreibung des Werks, immer zuerst: Werktitel (kursiv), dann möglichst Material, Stil, Größe, Dargestelltes, Art der Förderung
- Jahr: Jahr der Fertigstellung des Kunstwerkes, wenn unbekannt dann das Jahr der Aufstellung. Hier kann nur ein einziges Jahr angegeben werden, kein Zeitraum. Weitere zeitliche Details zur Schaffung des Kunstwerkes (von–bis) können in der Beschreibung angegeben werden.
- Quelle: Kulturbehörde, SAGA, Literatur, jeweils mit Fußnote. Diese Angabe ist für eine Aufnahme in die Liste verpflichtend.
- Bild: Bild des Kunstwerks, mit Link auf Commons-Kategorie wenn vorhanden

Hinweis: Die Grundsortierung der Liste erfolgt nach der Adresse. Die Liste ist alternativ nach Künstler, Werktitel, Datierung oder Quelle sortierbar.

## Liste
| Lage                                                                                            | Künstler          | Beschreibung | Jahr | Quelle        | Bild |  |
| ----------------------------------------------------------------------------------------------- | ----------------- | --- | ---- | ------------- | --- |  |
| Alsterdorfer Straße 420 Kurt-Juster-Schule, altes Eingangstreppenhaus Sengelmannstraße (Lage)   | Edwin Scharff     | Pferderelief KaB-Zeit, Zugang unklar | 1951 | Kulturbehörde | Bild gesucht Die Wikipedia wünscht sich an dieser Stelle ein Bild vom Ort mit diesen Koordinaten 53.61426 10.02084 . Motiv: Alsterdorfer Straße 420 Falls du dabei helfen möchtest, erklärt die Anleitung , wie das geht. BW |  |
| Alsterdorfer Straße 503a (Lage)                                                                 | Detlef Birgfeld   | Echsen Bronze | 1977 | Zabel         | Bild gesucht Die Wikipedia wünscht sich an dieser Stelle ein Bild vom Ort mit diesen Koordinaten 53.61715 10.0259 . Motiv: Alsterdorfer Straße 503a Falls du dabei helfen möchtest, erklärt die Anleitung , wie das geht. BW |  |
| Elisabeth-Flügge-Straße 16 evang. Stiftung Alsterdorf Hamburg, ex-Alsterdorfer Anstalten (Lage) | Siegfried Assmann | Mahnmal „Den gewaltsam Getöteten 1938-1945“ Stiftung / Krankenhaus, Opferdenkmalrichtige Adresse ist Elisabeth-Flügge-Straße 16                         | 1983 | Kulturbehörde | |  |
| Höhenstieg 5 Kita Höhenstieg, Verblendung in der Halle (Lage)                                   | Diether Kressel   | Wandbild/Keramikmosaik KaB | 1964 | Kulturbehörde | Bild gesucht Die Wikipedia wünscht sich an dieser Stelle ein Bild vom Ort mit diesen Koordinaten 53.61908 10.00996 . Motiv: Höhenstieg 5 Falls du dabei helfen möchtest, erklärt die Anleitung , wie das geht. BW            |  |
| Höhentwiete 2+4 Rasenfläche nahe Höhenstieg (Lage)                                              | Seff Weidl        | Rose SAGA | 1970 | Kulturbehörde | Bild gesucht Die Wikipedia wünscht sich an dieser Stelle ein Bild vom Ort mit diesen Koordinaten 53.619069 10.010781 . Motiv: Höhentwiete 2+4 Falls du dabei helfen möchtest, erklärt die Anleitung , wie das geht. BW       |  |
| Maienweg 47 (Lage)                                                                              | Richard Kuöhl     | Gänseliesel, Hans im Glück Beton | 1931 | Zabel         | Bild gesucht Die Wikipedia wünscht sich an dieser Stelle ein Bild vom Ort mit diesen Koordinaten 53.61431 10.00628 . Motiv: Maienweg 47 Falls du dabei helfen möchtest, erklärt die Anleitung , wie das geht. BW             |  |
| Orchideenstieg 14 Israelitisches Krankenhaus, an Eingangstor (Lage)                             | Doris Waschk-Balz | Salomon Heine Gedenkstein vermutlich Direktauftrag Krankenhaus, bürgerliche Denkmalkultur                                                               | 1968 | Kulturbehörde | |  |
| Rathenaustraße 196–198 (Lage)                                                                   | Kurt Bauer        | Puma mit Jungen Steinskulptur | 1953 | Zabel         | Bild gesucht Die Wikipedia wünscht sich an dieser Stelle ein Bild vom Ort mit diesen Koordinaten 53.61717 10.02364 . Motiv: Rathenaustraße 196–198 Falls du dabei helfen möchtest, erklärt die Anleitung , wie das geht. BW  |  |
| Sengelmannstraße 50 Robert-Koch-Schule, Treppenhaus, Aufgang Beratung (Lage)                    | Anna Andersch     | Wandbild „Wassertropfen“ KaB | 1958 | Kulturbehörde | Bild gesucht Die Wikipedia wünscht sich an dieser Stelle ein Bild vom Ort mit diesen Koordinaten 53.6144 10.02052 . Motiv: Sengelmannstraße 50 Falls du dabei helfen möchtest, erklärt die Anleitung , wie das geht. BW      |  |
| Sengelmannstraße 50 Robert-Koch-Schule, Westseite der Sporthalle (Lage)                         | Erich Hartmann    | Beschauliches Dasein / Läufer am Start Zwei Sgraffiti, Ankauf im Programm „Kunst am Bau“ beim Bau der Sporthalle                                        | 1957 | Kulturbehörde | weitere Bilder |  |
| Sengelmannstraße 50 Robert-Koch-Schule, nordöstlich der Sporthalle (Lage)                       | Nanette Lehmann   | Pflanzenhaus Betonplastik, teils mit farbigen Keramikplättchen besetzt. Entstehungszeit 1956–1957, Ankauf durch die Stadt im Rahmen von „Kunst am Bau“. | 1957 | Kulturbehörde | weitere Bilder |  |
| Wilhelm-Metzger-Straße 4 Heilwig-Gymnasium, Pausenhalle (Lage)                                  | Annette Caspar    | Wandgestaltung KaB | 1964 | Kulturbehörde | Bild gesucht Die Wikipedia wünscht sich an dieser Stelle ein Bild vom Ort mit diesen Koordinaten 53.60547 9.99863 . Motiv: Wilhelm-Metzger-Straße 4 Falls du dabei helfen möchtest, erklärt die Anleitung , wie das geht. BW |  |
| Wilhelm-Metzger-Straße 4 Heilwig-Gymnasium, ex-Biologie-Hof, jetzt Innenhof vor Haus C (Lage)   | Pierre Schumann   | Stahlplastik KaB | 1964 | Kulturbehörde | Bild gesucht Die Wikipedia wünscht sich an dieser Stelle ein Bild vom Ort mit diesen Koordinaten 53.60615 9.99947 . Motiv: Wilhelm-Metzger-Straße 4 Falls du dabei helfen möchtest, erklärt die Anleitung , wie das geht. BW |  |